# ویشووا
ویشووا (به لاتین: Wieszowa) یک روستا در لهستان است که در گمینا زبروسواویتسه واقع شده‌است. ویشووا ۲٬۶۳۰ نفر جمعیت دارد.